# 余田乡
余田乡原属湖南省桂阳县下辖乡，2012年4月撤销。余田乡与原飞仙镇、十字乡、古楼乡成建制合并设立舂陵江镇。余田乡撤销前行政区划代码431021225；2011年末下辖飞余田村、铁炉村、上塘村、海塘村、虎子带村、下冲村、金坪村、觉山村、槐江村、樟龙村、上桥村、下桥村、钟家村、码头村、大莲村、吉利村、小田村、江里村、增家村、栗坪村、匡家村共计21行政村。